# Бандар ибн Сауд Аль Сауд
Бандар ибн Сауд ибн Абдул Азиз Аль Сауд (араб. بندر بن سعود بن عبد العزيز آل سعود‎;  2 января 1926 — 17 марта 2016) — саудовский принц, восьмой сын короля Сауда. 

## Биография
Родился в городе Эр-Рияд 2 января 1926 года.
Принц Бандар вырос под опекой своего отца, короля Сауда и его матери Наиле; учился в школе принцев и в других школах в Эр-Рияде. Затем он поступил в университет в Турции, который окончил в 1952 году.
Принц Бандар бин Сауд вернулся в начале 1952 года в Саудовскую Аравию, где его отец, наследный принц в то время, был министром внутренних дел Саудовской Аравии. Несколько лет спустя, в 1956 году, его дядя и по совместительству Премьер-министр Саудовской Аравии, а затем и наследный принц Фейсал ибн Абдель Азиз Аль Сауд назначил его советником королевского двора; должность, которую он занимал до своей отставки в 1981 году.
Принц Бандар бин Сауд бин Абдул Азиз умер утром в четверг 17 марта 2016 года в возрасте 90 лет.

## Дети
- Принц Фейсал, принцесса Нура и принцесса Джавзза.